# (16564) Coriolis
(16564) Coriolis est un astéroïde de la ceinture principale.

## Description
(16564) Coriolis est un astéroïde de la ceinture principale. Il fut découvert par Eric Walter Elst le 30 janvier 1992 à l'ESO. Il présente une orbite caractérisée par un demi-grand axe de 2,97 UA, une excentricité de 0,084 et une inclinaison de 10,32° par rapport à l'écliptique.
Il fut nommé en hommage à Gaspard-Gustave Coriolis (1792-1843), physicien et mathématicien français.

## Compléments